# الطرف المقابل
الطرف المقابل (بالإنجليزية: Counterparty) هو كيان قانوني أو كيان غير مسجل أو مجموعة من الكيانات التي قد تتعرض لمخاطر مالية، أصبحت الكلمة مستخدمة على نطاق واسع في الثمانينيات، ولا سيما في وقت مداولات بازل 1 في عام 1988م.